# Космос-2174
Космос-2174 је један од преко 2400 совјетских вјештачких сателита лансираних у оквиру програма Космос.
Космос-2174 је лансиран са космодрома Тјуратам, Бајконур, СССР, 17. децембра 1991. Ракета-носач Сојуз је поставила сателит у орбиту око планете Земље. 